# クラボウバレーボール部
クラボウバレーボール部（クラボウバレーボールぶ）は、岡山県倉敷市を本拠地に活動していた、倉敷紡績の女子バレーボールチームである。

## 歴史
クラボウバレーボール部は昭和23年（1948年）に倉敷紡績万寿（ます）工場女子チームとして全国大会デビュー、紡績業界の好況に支えられ、選手を西日本各地から集め1950年代から1960年代の日本の高度経済成長期に黄金期を築いた。昭和25年（1950年）に全日本実業団選手権及び国体で優勝、昭和27年（1952年）の第1回全日本都市対抗選抜優勝大会（現:黒鷲旗全日本選手権）で倉敷市代表として出場し初代優勝チームとなった。昭和29年（1954年）7月、万寿から倉敷に改称。昭和34年（1959年）再び3大会制覇、昭和35年（1960年）には中野尚子が全日本メンバーに選ばれ、昭和39年（1964年）に近藤雅子が東京オリンピック代表選手になるなど、昭和30年代にチームは通算14の全国タイトルを獲得し名選手も輩出した。この頃は優勝すると倉敷駅前を同社の音楽隊とともに凱旋パレードが行われ、倉敷の街は紙吹雪が舞うなど祝賀ムードに包まれたという。
昭和30年代初頭に日本のバレーボール界に6人制が導入され始めたが、当時の監督の佐藤賢吉はチームには体育館が無く練習時間が限られるため、緻密なコンビネーションとより高い個人能力を要求される6人制を練習するための環境が整っていないと判断し分業できる9人制を重視した。しかし、国際舞台で主流となった6人制はその後急速に普及、昭和37年（1962年）から大会の多くが6人制に切り替わっていった。早くに6人制移行を見据え強化を進めていたライバルの日紡貝塚等に遅れをとったチームは昭和46年（1971年）に日本リーグから実業団リーグに転落、昭和48年（1973年）にはエースアタッカーの白井貴子が日本リーグ・日立武蔵に移籍するなど弱体化が進んだ。その後、紡績業界の停滞のため倉敷紡績の他の工場チームが倉敷工場チームに集約され昭和61年（1986年）に倉紡倉敷がクラボウに改称されたが、なおもチームは低迷を続け、平成3年（1991年）に倉敷工場閉鎖とともに廃部となった。
JR倉敷駅の北側にあった工場の跡地は倉敷チボリ公園（平成9年～平成20年）となり、現在はアリオ倉敷と三井アウトレットパーク倉敷（平成23年～）になっている。

## 成績

### 主な成績
実業団リーグ
- 優勝 3回（1973年度、1974年度、1975年度　※すべて6人制）

全日本都市対抗選抜優勝バレーボール大会（現黒鷲旗全日本男女選抜バレーボール大会）
- 優勝 3回（1952年度、1955年度、1960年度　※すべて9人制）

国民体育大会バレーボール競技会一般女子の部
- 優勝 8回（1952年度、1956年度、1957年度、1961年度、1962年度※以降6人制、1964年度、1967年度、1968年度）

全日本9人制バレーボール実業団女子選手権大会
- 優勝 6回（1950年度、1956年度、1959年度、1960年度、1961年度、1962年度）

全日本9人制総合女子バレーボール選手権大会
- 優勝 2回（1956年度、1957年度）

全日本総合（6人制）
- 準優勝 4回（1959-1960年、1963-1964年）

### 年度別成績
| 大会名       | 大会名           | 順位   | 参加チーム数 | 試合数 | 勝 | 敗 | 勝率  |
| ------------ | ---------------- | ------ | ------------ | ------ | -- | -- | ----- |
| 日本リーグ   | 第2回 (1968/69)  | 6位    | 6チーム      | 10     | 1  | 9  | 0.100 |
| 日本リーグ   | 第3回 (1969/70)  | 5位    | 6チーム      | 10     | 1  | 9  | 0.100 |
| 日本リーグ   | 第4回 (1970/71)  | 5位    | 6チーム      | 10     | 3  | 7  | 0.300 |
| 実業団リーグ | 第3回 (1971/72)  | 準優勝 | 6チーム      | 10     | 7  | 3  | 0.700 |
| 実業団リーグ | 第4回 (1972/73)  | 準優勝 | 6チーム      | 10     | 8  | 2  | 0.800 |
| 実業団リーグ | 第5回 (1973/74)  | 優勝   | 6チーム      | 10     | 9  | 1  | 0.900 |
| 実業団リーグ | 第6回 (1974/75)  | 優勝   | 6チーム      | 10     | 9  | 1  | 0.900 |
| 実業団リーグ | 第7回 (1975/76)  | 優勝   | 6チーム      | 10     | 9  | 1  | 0.900 |
| 実業団リーグ | 第8回 (1976/77)  | 4位    | 6チーム      | 10     | 6  | 4  | 0.600 |
| 実業団リーグ | 第9回 (1977/78)  | 4位    | 6チーム      | 10     | 4  | 6  | 0.400 |
| 実業団リーグ | 第10回 (1978/79) | 5位    | 6チーム      | 10     | 3  | 7  | 0.300 |
| 実業団リーグ | 第11回 (1979/80) | 6位    | 6チーム      | 10     | 0  | 10 | 0.000 |
| 実業団リーグ | 第12回 (1980/81) | 4位    | 6チーム      | 10     | 3  | 7  | 0.300 |
| 実業団リーグ | 第13回 (1981/82) | 5位    | 6チーム      | 10     | 4  | 6  | 0.400 |
| 実業団リーグ | 第14回 (1982/83) | 6位    | 6チーム      | 10     | 1  | 9  | 0.100 |
| 実業団リーグ | 第15回 (1983/84) | 3位    | 8チーム      | 14     | 10 | 4  | 0.714 |
| 実業団リーグ | 第16回 (1984/85) | 準優勝 | 8チーム      | 14     | 10 | 4  | 0.714 |
| 実業団リーグ | 第17回 (1985/86) | 3位    | 8チーム      | 14     | 8  | 6  | 0.571 |
| 実業団リーグ | 第18回 (1986/87) | 5位    | 8チーム      | 14     | 6  | 8  | 0.429 |
| 実業団リーグ | 第19回 (1987/88) | 5位    | 8チーム      | 14     | 5  | 9  | 0.357 |
| 実業団リーグ | 第20回 (1988/89) | 4位    | 8チーム      | 14     | 7  | 7  | 0.500 |
| 実業団リーグ | 第21回 (1989/90) | 5位    | 8チーム      | 14     | 6  | 8  | 0.429 |
| 実業団リーグ | 第22回 (1990/91) | 準優勝 | 8チーム      | 14     | 12 | 2  | 0.857 |

## 廃部年度の選手・スタッフ
1991年1月12日版

### 選手
| 背番号 | 名前       | 年齢 | 国籍 | Position   | 備考 |
| ------ | ---------- | ---- | ---- | ---------- | ---- |
| 1      | 丸山さとみ | 23   | 日本 | セッター   | 主将 |
| 2      | 清水紀子   | 21   | 日本 | レフト     |      |
| 3      | 綿本知佐子 | 21   | 日本 | センター   |      |
| 5      | 福山由紀子 | 21   | 日本 | レフト     |      |
| 6      | 小西真由美 | 21   | 日本 | センター   |      |
| 7      | 三好則子   | 20   | 日本 | レフト     |      |
| 8      | 大石康代   | 20   | 日本 | セッター   |      |
| 9      | 緋田俊子   | 20   | 日本 | レシーバー |      |
| 11     | 足立知栄子 | 20   | 日本 | レフト     |      |
| 12     | 津雲博子   | 20   | 日本 | ライト     |      |
| 13     | 三崎栄子   | 19   | 日本 | セッター   |      |
| 15     | 川端朋子   | 19   | 日本 | レフト     |      |
| 16     | 西里美     | 19   | 日本 | ライト     |      |
| 17     | 濱田壽子   | 19   | 日本 | センター   |      |
| 18     | 城戸美幸   | 18   | 日本 | レフト     |      |
| 20     | 吉武ナオミ | 26   | 日本 | センター   |      |

### スタッフ
| 役職         | 名前     | 国籍 | 備考 |
| ------------ | -------- | ---- | ---- |
| 部長         | 石原正喜 | 日本 |      |
| 監督         | 片桐光信 | 日本 |      |
| コーチ       | 山本一裕 | 日本 |      |
| マネージャー | 米森千穂 | 日本 |      |
| マネージャー | 片桐美穂 | 日本 |      |

## 在籍していた主な選手・スタッフ
- 有馬民子
- 中野尚子
- 近藤雅子
- 白井貴子
- 津雲博子